# TP d'Or 1999
Els premis TP d'Or 1999 foren entregats el 21 de febrer de 2000 en un acte celebrat al Palacio de Congresos (Campo de las Naciones) i que fou presentat per Paula Vázquez, Jordi Estadella i Boris Izaguirre.
| Categoria                               | Programa                                                 | Persona                       | Resultat            |
| --------------------------------------- | -------------------------------------------------------- | ----------------------------- | ------------------- |
| Actor                                   | La casa de los líos                                      | Arturo Fernández              | Guanyador           |
| Actor                                   | Siete vidas                                              | Javier Cámara                 | Nominat             |
| Actor                                   | Médico de familia                                        | Emilio Aragón                 | Nominat             |
| Actriu                                  | Médico de familia                                        | Lydia Bosch                   | Guanyadora          |
| Actriu                                  | Compañeros                                               | Eva Santolaria                | Nominada            |
| Actriu                                  | Médico de familia                                        | Luisa Martín                  | Nominada            |
| Presentador                             | Alta tensión                                             | Constantino Romero            | Guanyador           |
| Presentador                             | Todo en familia, Grand Prix i El gran concurso del siglo | Ramón García                  | Nominat             |
| Presentador                             | Crónicas Marcianas                                       | Javier Sardà                  | Nominat             |
| Presentadora                            | Sabor a ti                                               | Ana Rosa Quintana             | Guanyadora          |
| Presentadora                            | Informativos Telecinco                                   | Àngels Barceló                | Nominada            |
| Presentadora                            | El Juego del Euromillón                                  | Paula Vázquez                 | Nominada            |
| Personatge Revelació                    | El informal                                              | Florentino Fernández          | Guanyador           |
| Sèrie Nacional                          | Compañeros                                               | Compañeros                    | Guanyadora          |
| Sèrie Nacional                          | Médico de familia                                        | Médico de familia             | Nominada            |
| Sèrie Nacional                          | Periodistas                                              | Periodistas                   | Nominada            |
| Sèrie Estrangera                        | Ally McBeal                                              | Ally McBeal                   | Guanyadora          |
| Informatiu diari                        | La 2 Noticias                                            | La 2 Noticias                 | Guanyador           |
| Programa d'actualitat i reportatges     | El informal                                              | El informal                   | Guanyador           |
| Programa d'espectacles i entreteniment  | Lluvia de estrellas                                      | Lluvia de estrellas           | Guanyador           |
| Magazine                                | Sabor a ti                                               | Sabor a ti                    | Guanyador           |
| Concurs                                 | ¿Quién quiere ser millonario?                            | ¿Quién quiere ser millonario? | Guanyador           |
| Programa Infantil                       | Club Disney                                              | Club Disney                   | Guanyador           |
| Premi Especial Trajectòria Professional | María Teresa Campos                                      | María Teresa Campos           | María Teresa Campos |